# 肥前三川信号場
肥前三川信号場（ひぜんみかわしんごうじょう）は、長崎県長崎市三川町にある、九州旅客鉄道（JR九州）長崎本線の信号場である。

## 歴史
- 1972年（昭和47年）10月2日：長崎本線新線（市布経由）ルートの開業と同時に設置[1]。
- 1976年（昭和51年）6月6日：長崎本線新線の電化とともに構内の電化が完了。
- 2022年（令和4年）9月23日：再び非電化区間となる。

## 構造
2線を有する単線区間列車交換形の信号場である。一線スルー方式。長崎トンネルの中にあり、九州では唯一トンネル内にある信号場である。長崎駅方を向いて左側が本線、右側が待避線である。

## 周辺
- 長崎バイパス川平IC

## 隣の駅
九州旅客鉄道（JR九州）
■長崎本線
現川駅 - （肥前三川信号場） - 浦上駅